# Jaime Escudero
 (septembre 2014).
Si vous disposez d'ouvrages ou d'articles de référence ou si vous connaissez des sites web de qualité traitant du thème abordé ici, merci de compléter l'article en donnant les références utiles à sa vérifiabilité et en les liant à la section « Notes et références ».
Pour les articles homonymes, voir Escudero.
Jaime Escudero Etxebarria, né le 22 février 1923 à Bilbao (Pays basque, Espagne), est un footballeur espagnol qui jouait au poste d'attaquant.

## Biographie
Jaime Escudero est un joueur doté d'une grande finesse et de beaucoup de classe, passionné par le football mais encore plus par la médecine, chose rare parmi les footballeurs. 
Il joue une saison avec l'Athletic Bilbao. Il débute en première division le 18 septembre 1949 face au Real Oviedo (victoire 3 à 0). 
Escudero joue ensuite deux saisons au FC Barcelone (1950-1952). Il dispute la finale victorieuse de la Coupe Latine de 1952. 
Avec Barcelone, il joue 19 matchs et marque 12 buts.
Après avoir joué avec le "Barça des Cinq Coupes", il profite de son incorporation à l'Institut Pasteur pour jouer en France au Red Star.
Son frère Rafael Escudero Etxebarria est aussi footballeur.

## Palmarès
Avec l'Athletic Bilbao :
- Vainqueur de la Coupe d'Espagne en 1950
- Vainqueur de la Coupe Eva Duarte en 1950

Avec le FC Barcelone :
- Champion d'Espagne en 1951
- Vainqueur de la Coupe d'Espagne en 1951 et 1952
- Vainqueur de la Coupe Latine en 1952
- Vainqueur de la Coupe Eva Duarte en 1952
- Vainqueur du Trophée Martini & Rossi en 1952